# Mike Bookie
Mike Bookie (* 12. September 1904 in Pittsburgh, Pennsylvania; † 12. Oktober 1944 in Eglin Field, Florida) war ein US-amerikanischer Sportler, der insbesondere als Fußballspieler bekannt ist.

## Sportlicher Werdegang
Bookie spielte Baseball und Fußball. 1924 schloss er sich dem Boston Soccer Club in der American Soccer League an, Anfang des folgenden Jahres wechselte er zum Amateurklub Vestaburg SC. Mit dem Klub gewann er den Pokalwettbewerb Pennsylvanias und erreichte anschließend das Halbfinale der Western Division im National Challenge Cup, in dem die Mannschaft gegen die Cleveland Thistles ausschied. Anschließend kehrte er in die American Soccer League zurück, wo er sich den New Bedford Whalers anschloss. Es folgten ab 1926 Stationen beim Magyar-American FC und Cleveland Slavia in der Cleveland Soccer League.
1930 reiste Bookie mit der US-amerikanischen Nationalmannschaft zur ersten WM-Endrunde nach Uruguay. Im Turnierverlauf, als die Auswahlmannschaft als Gruppensieger das Semifinale erreichte und dort gegen den späteren Vizeweltmeister Argentinien ausschied, kam er nicht zum Einsatz. Anschließend tourte sie durch Südamerika, am 17. August des Jahres verzeichnete Bookie dabei bei einer 3:4-Niederlage gegen Brasilien seinen einzigen Länderspieleinsatz.
Bookie meldete sich während des Zweiten Weltkriegs freiwillig für den Militärdienst und kam während einer Übung auf dem Air-Force-Stützpunkt Eglin Field ums Leben.